# Ortuella
Ortuella è un comune spagnolo di 8 684 abitanti situato nella comunità autonoma dei Paesi Baschi.